# Red Garden
Red Garden (レッドガーデン Reddo Gāden?, lit. Jardín rojo) es un anime producido por los estudios GONZO y emitido por TV Asahi entre octubre de 2006 y marzo de 2007.
La historia se centra en cuatro chicas que viven en la ciudad de Nueva York. Se mezclan distintos géneros como el terror, el drama, el misterio y la acción. Hay, además, unas cuantas referencias solo familiares a los televidentes estadounidenses a determinadas series y películas.
Un manga homónimo se publica en la revista Comic Birz desde el 30 de agosto de 2006. 
Una OVA, que continúa a la serie fue estrenada el 8 de agosto de 2007.

## Argumento
Kate, Rachel, Rose, y Claire son estudiantes de un instituto ubicado en Roosevelt Island, Nueva York. Al despertarse, se sienten extrañas y no recuerdan nada de lo que hicieron la noche anterior. Su ansiedad crece cuando anuncian en el instituto que Lise, una estudiante que las cuatro conocían, había sido encontrada muerta en un bosque de la zona, sin signos de violencia.
Al día siguiente, por la noche, las cuatro muchachas se reúnen inexplicablemente en el mismo lugar, siguiendo a unas misteriosas mariposas que solo ellas pueden ver, como si hubiesen sido convocadas por algo que escapa a su comprensión. Allí, se presenta ante ellas una mujer llamada Lula y su socio JC para decirles que todas están muertas, que esos cuerpos que ahora poseen no son los suyos, y que deben trabajar para ellos matando a unos seres extraños con aspecto humano si desean seguir viviendo.
Conforme avanza la serie, se develan otros misterios y mentiras que rodean la vida de las cuatro. Así, aparece en escena Hervé, un hombre que pertenece a la familia rival de las protagonistas, y que aspira a conseguir uno de los llamados "Tomos malditos", los cuales fueron separados -uno se lo quedó la organización para la que Kate y sus amigas trabajan, y el otro lo robó la familia de Hervé, los Dorial, causándoles la maldición que los convierte en bestias sin emoción humana-. Hervé teme que su prima Mireille y su hermana Anna mueran debido a la maldición, igual que su madre, y por ese motivo decide enfrentarse a la secta Animus (a la que pertenecen las protagonistas), para recuperar el libro y deshacer la maldición, que pronto atacará a su hermana pequeña y su prima, que son las dos únicas mujeres que quedan en la casta de los Dorial.

## Personajes
Kate Ashley (ケイト・アシュレイ Keito Ashurei?)
Seiyū: Akira Tomisaka
Nacida en el seno de una familia pudiente, Kate lucha para mantener su posición como miembro de "Grace", un grupo de muchachas que hacen cumplir reglas y mantienen el orden dentro de la escuela. De las cuatro protagonistas, es la más cercana a Lise y la que sufrió más debido a su muerte. Es de apariencia recatada y algo tímida, pero es la que tiene más decisión y valentía dentro del grupo. Su ingenuidad queda al descubierto al no sospechar de Hervé, que muestra interés en ella y decide salir con él sin avisar a nadie. 
Rachel Benning (レイチェル・ベニング Reicheru Beningu?)
Seiyū: Ryōko Shintani
La chica popular de la escuela, que tenía un novio y una vida social muy activa llena de fiestas nocturnas y compras desenfrenadas, antes de su muerte. Después de descubrir la verdad sobre su estado, encuentra difícil reconciliar su vida anterior con su situación actual, por lo que se aleja de sus amigos y su novio, lo que le lleva a discutir con él en repetidas ocasiones. Tiene una personalidad decidida y arrogante, pero es bastante sensible y siente una gran empatía hacia los demás, aunque lo oculta constantemente. También es la primera que muestra los poderes que poseen sus nuevos cuerpos, la habilidad de saltar casi volando varios metros de altura.
Claire Forrest (クレア・フォレスト Kurea Foresuto?)
Seiyū: Miyuki Sawashiro
Es la más independiente y agresiva de las muchachas, y por ello los momentos en que muestra la tristeza y la impotencia son también los más impactantes. Vive sola en un apartamento de aspecto pobre y trabaja a media jornada en una hamburguesería. Parece provenir de un entorno pobre, pero esto no es así. Su familia es bastante rica, y la razón por la que se independizó totalmente fue el odio que siente hacia su padre, al cual culpa del suicidio de su madre y de su infancia solitaria.
Rose Sheedy (ローズ・シーディー Rōzu Shīdī?)
Seiyū: Ayumi Tsuji
Es una muchacha muy tímida e infantil que logró entrar en la escuela gracias a una beca académica. Se dedica a cuidar de sus hermanos pequeños mientras su madre se encuentra hospitalizada y su padre desaparecido. Es la más débil mentalmente y también físicamente, por lo que la culpan de ser una inútil, pues no se enfrenta a los enemigos, sino que se queda llorando a un lado, sin atreverse a actuar. Por este motivo, decide entrenarse a fondo y finalmente logra espantar las críticas sobre ella al tomar parte activa en las batallas.
Lise Harriette Meyer (リーズ・ハリエット・メイヤー Rīzu Harietto Meiyaa?)
Seiyū: Misato Fukuen
Ella tendría que haber despertado con un cuerpo nuevo como las otras muchachas después del secuestro y asesinato a manos de Hervé y su familia. Lise pasa los primeros episodios absolutamente inconsciente, hasta que finalmente la traen de nuevo a la consciencia pero sin su memoria. Su verdadero cadáver fue descubierto en el bosque y es su muerte la que llama la atención de la policía. Lise es utilizada como un experimento por la familia Doral, en busca de un cuerpo resistente a la maldición que los ataca. La razón de que su cuerpo muerto fuera encontrado, es que la organización Animus, al enterarse de que su nuevo cuerpo fue robado por los Dorial, decidió dejar su auténtico cuerpo muerto donde estaba.

## Anime
Dirigido por Kou Matsuo, y realizada por los estudios GONZO, Red Garden se estrenó por la cadena TV Asahi el 3 de octubre de 2006. Consta de 22 episodios, finalizando su transmisión el 13 de marzo de 2007. Fuera de Japón, la serie ha sido licenciada en Estados Unidos por ADV Films.

### Música
Opening
- "Jolly Jolly"

Interpretado por: JiLL-Decoy
Endings
- "Rock the LM.C"

Interpretado por: LM.C
Episodios: 1-11
- "OH MY JULIET"

Interpretado por: LM.C
Episodios: 12-21